# Charles Tilly
Charles Tilly (n. 27 mai 1929, Lombard⁠(d), Comitatul DuPage, Illinois, SUA – d. 29 aprilie 2008, New York City, New York, SUA) a fost un sociolog și istoric american, cunoscut pentru contribuțiile sale la studiul politicii și istoriei sociale. A fost profesor de istorie, sociologie și științe sociale la Universitatea din Michigan între 1969 și 1984, înainte de a deveni profesor de științe sociale Joseph L. Buttenwieser⁠(d) la Universitatea Columbia.
Tilly este cel mai bine cunoscut pentru teoriile sale despre relațiile de putere si transformările istorice ale statelor moderne. A argumentat că statele moderne au evoluat din confederațiile de lideri feudali, prin intermediul războaielor și negocierilor. Tilly a susținut că aceste transformări au fost puse în mișcare de conflicte și alianțe între grupuri puternice.
A fost descris ca „părintele fondator al sociologiei secolului XXI și „unul dintre sociologii și istoricii preeminenți ai lumii.” A publicat pe larg subiecte precum sociologia urbană, formarea statului, democrația, mișcările sociale, munca și inegalitatea. A fost un susținător influent al cercetării la scară largă în științe sociale istorice. Titlul cărții lui Tilly din 1984 Big Structures, Large Processes, Huge Comparisons este caracteristic abordării sale particulare a cercetării în științe sociale.

## Viață personală și educație
Tilly s-a născut în Lombard, Illinois (lângă Chicago). Părinții săi au fost Naneth și Otto Tilly, imigranți galez-germani. A absolvit York Community High School în 1946. A absolvit Universitatea Harvard în 1950 cu o licență în arte magna cum laude. A servit în Marina SUA în timpul Războiului din Coreea. Tilly a absolvit doctoratul în filozofie în sociologie la Harvard în 1958. Tilly a fost un asistent didactic al lui Pitirim Sorokin⁠(d), care, împreună cu Talcott Parsons⁠(d) și George C. Homans⁠(d), a fost considerat de mulți în profesie ca fiind printre cei mai importanți sociologi ai lumii. 

## Activitate academică
Activitatea academică a lui Tilly a acoperit mai multe subiecte din științele sociale și a influențat studiile în discipline în afara sociologiei, inclusiv istorie și științe politice. Este considerat o figură majoră în dezvoltarea sociologiei istorice, utilizarea timpurie a metodelor cantitative în analiza istorică, metodologia catalogării evenimentelor, întoarcerea către moduri de anchetă relaționale și de rețele sociale, dezvoltarea proceselor și mecanismelor bazate pe analiza, precum și studiul: politicii conflictuale, mișcărilor sociale, istoria muncii, formarea statului, revoluții, democratizare, inegalități și sociologie urbană. La Universtitatea Columbia, împreună cu Harrison White, Tilly a jucat un rol cheie în apariția Școlii de sociologie relațională din New York.

### Sociologie Urbană
În anii 1960 și 1970, Tilly a studiat migrația către orașe și a fost un teoretician influent despre fenomenele urbane și tratarea comunităților ca rețele sociale. În 1968, Tilly și-a prezentat raportul despre violența colectivă europeană Comisiei Eisenhower, un organism format sub administrația Johnson pentru a evalua tulburările urbane din mijlocul Mișcării pentru Drepturile Civile. Raportul a fost inclus în Vol. 1 of Violence in America, o colecție editată de savanți din personalul comisiei. După cum a fost informat de studiile sale despre politica controversată în Europa secolului al XIX-lea și violența actuală din SUA, interesul său pentru orașe și comunități a devenit strâns legat de pasiunea sa pentru studiul atât a mișcărilor sociale, cât și a violenței colective.

### Formarea statelor
Tilly a argumentat că războiul mai mult decît orice „creează statul”, așa cum statul „creează războiul”.. Războiul a fost esențial în dezvoltarea statelor în Europa prin funcțiile interdependente de eliminare a rivalilor externi prin construirea forțelor militare și birocratice, eliminarea rivalilor interni prin construirea forțelor de poliție și a birocrației, protejarea prin construirea instanțelor și a adunărilor reprezentative, și extragerea de impozite prin construirea aparatelor de colectare a impozitelor și a fiscului. Tilly a rezumat această legatură prin fraza: „Războiul a facut statul, iar statul a făcut războiul”.. Tilly a considerat că factorii principali care au determinat formarea statelor europene sunt capitalul și coerciția. Încercarile de a subordona vecinii si a lupta cu rivalii mai indepartati conduc la formarea structurilor statale, care includ nu numai armate, ci si funcționarii civili care colecteaza resursele necesare susținerii armatelor si organizează controlul zilnic asupra populației civile.

### Teoria despre protest
Teoria lui Charles Tilly privind protestul afirmă existența a patru componente esențiale ale acțiunii colective, menite să conteste sau să schimbe ordinea socială existentă, analizate in contextul formelor ample de protest și violență . Acestea sunt organizarea, mobilizarea, interesele și oportunitatea. 